# Journal of Heterocyclic Chemistry
Journal of Heterocyclic Chemistry (abrégé en J. Heterocycl. Chem.) est une revue scientifique à comité de lecture. Ce journal bimestriel inclut des revues et des articles de recherches originales sous forme de communications dans le domaine de la chimie des hétérocycles.
D'après le Journal Citation Reports, le facteur d'impact de ce journal était de 0,787 en 2014. Ce journal est édité par Lyle W. Castle, et le comité éditorial est composé de Jerome Karle (Naval Research Laboratory, États-Unis) et Jean-Marie Lehn (Université de Strasbourg, France).